# Flohkäfer
Die Flohkäfer (Alticini, auch als Erdflöhe bezeichnet) sind eine Gruppe der Blattkäfer mit unsicherer systematischer Stellung. Traditionell meist als Unterfamilie Alticinae aufgefasst, gelten sie heute meist als Tribus der Unterfamilie Galerucinae.

## Merkmale
Typisches Merkmal dieser Käfer ist der stark vergrößerte hintere Femur (einer der oberen Beinabschnitte von Gliederfüßern). Mit diesem können sie, wenn sie sich gestört fühlen, über bis zu dem 100-fachen ihrer Körperlänge springen. Dieses Verhalten hat ihnen auch ihren deutschen Namen eingebracht.
Es handelt sich um kleine bis mittelgroße Käfer, die in der Regel zwischen 2 mm und 4 mm lang sind. Es gibt jedoch auch kleinere (bis 1 mm) und deutlich größere (bis 20 mm) Arten. Im Umriss sind die Käfer meist kurz oval. Die Flügeldecken haben unterschiedlichste Farben, sind aber fast immer metallisch schillernd. Viele Arten haben auch zwei Streifen oder einige Punkte auf den Flügeldecken.

## Lebensweise
Die einzelnen Flohkäfer-Arten sind meist auf eine einzige oder wenige nah verwandte Pflanzenarten spezialisiert. Die Imagines fressen typischerweise kleine runde bis ovale Löcher in die Blätter ihrer Wirtspflanze.
Üblicherweise überwintern die Imagines unter dem Laub oder in abgestorbenen Pflanzenteilen. Im Frühling oder Spätsommer legen die Weibchen ihre Eier an den Grund einer Wirtspflanze. Die Larven ernähren sich dann den Sommer über von den Wurzeln derselben. Im Spätsommer ist dann die nächste Generation von Imagines entstanden.

## Systematik
Während die Zusammengehörigkeit der Galerucini und der Alticini in einer Klade allgemein akzeptiert und gut abgesichert ist, existieren über das Verhältnis der Gruppen zueinander verschiedene Theorien. Eine Theorie sieht die Galerucini als monophyletische Gruppe innerhalb der, dann paraphyletischen Alticini. Die zweite nimmt an, sowohl Alticini wie auch Galerucini wären monophyletisch und bildeten gemeinsam eine Klade; von den Anhängern dieser Theorie werden die Flohkäfer oft als eigenständige Unterfamilie aufgefasst. Die dritte Theorie hält die Alticini für monophyletisch, diese wären aber in eine Gruppe der Galerucini (die Subtribus Luperina) eingeschachtelt. Deshalb überwiegt heute die Lösung, die Alticini nicht als eigene Unterfamilie, sondern als Tribus der Galerucinae aufzufassen. Phylogenomische Untersuchungen (anhand des Vergleichs homologer DNA-Sequenzen) erbrachten Hinweise auf monophyletische Alticini, allerdings wären einige Artengruppen aus diesen aus- und den Galerucinae einzugliedern. Wenn dies zuträfe, wäre der markante Sprungmechanismus der Gruppe konvergent entstanden.

## Paläarktische Gattungen mit ausgewählten Arten
Die Flohkäfer umfassen mehr als 8.000 beschriebene Arten. Sie sind mit über 560 Gattungen weltweit verbreitet. Besonders artenreich ist die Neotropis. Sie kommen in fast allen Habitaten vor. Die folgende Gattungsliste der paläarktischen Fauna folgt Konstantinov und Vandenberg
- Altica – A. oleracea
- Anthobiodes
- Aphthona – A. herbigrada, A. nonstriata
- Aphthonaltica
- Aphthonoides
- Apteropeda
- Argopistes – A. bosi
- Argopus
- Arrhenocoela
- Batophila
- Blepharida
- Chaetocnema – C. concinna, C. hortensis
- Clitea
- Crepidodera – C. aurata, C. aurea
- Derocrepis
- Dibolia
- Epitrix
- Hemipyxis
- Hermaeophaga
- Hespera
- Hippuriphila
- Horaia
- Hyphasis
- Lipromima
- Liprus
- Longitarsus – L. dorsalis, L. melanocephalus, L. tabidus
- Luperomorpha – L. xanthodera
- Lythraria
- Manobia
- Mantura
- Meishania
- Minota
- Mniophila
- Neocrepidodera – N. ferruginea
- Nonarthra
- Novofoudrasia
- Ochrosis
- Oedionychis
- Ogloblinia
- Omeisphaera
- Ophrida
- Orestia
- Parargopus
- Pentamesa
- Philopona
- Phygasia
- Phyllotreta (Kohlerdflöhe) – P. armoraciae, P. atra, P. cruciferae, P. nemorum, P. nigripes, P. undulata
- Podagrica – P. fuscicornis
- Podagricomela
- Podontia
- Pseudodera
- Psylliodes (Erdflöhe) – P. attenuatus, P. chrysocephalus
- Sangariola
- Sinaltica
- Sphaeroderma – S. testaceum
- Trachyaphthona
- Xuthea
- Zipangia

## Weitere Arten
- Gefleckter Pfeilgiftkäfer (Diamphidia nigroornata)

## Galerie
- Batophila rubi auf Brombeerblatt

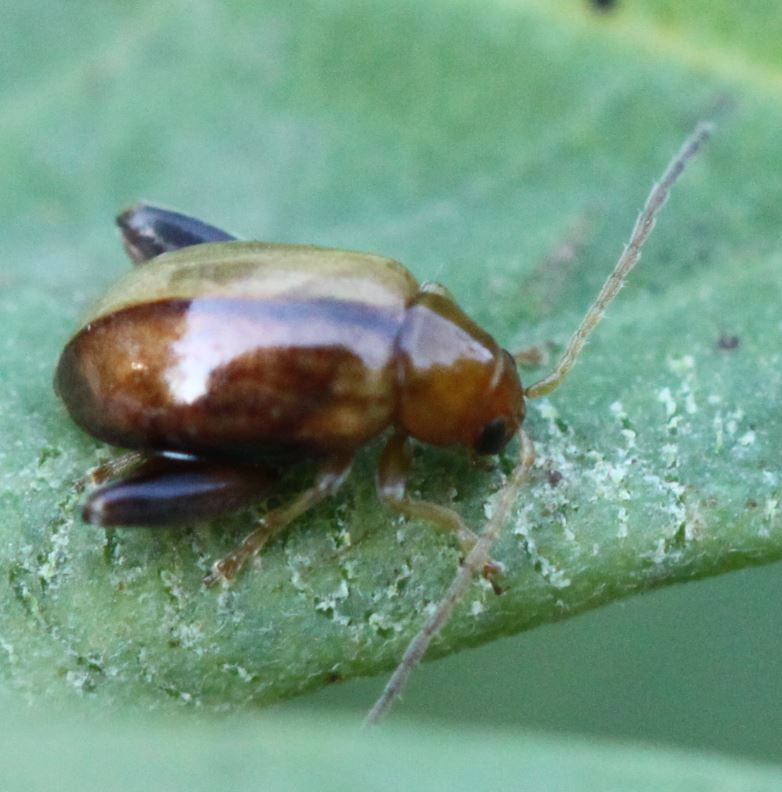
Longitarsus tabidus
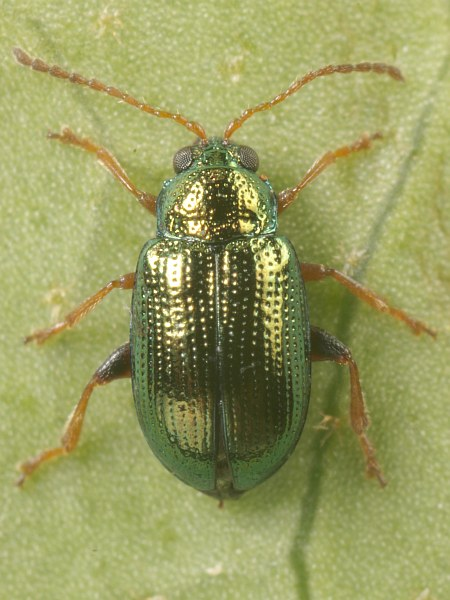
Goldener Erdfloh (Crepidodera aurea)
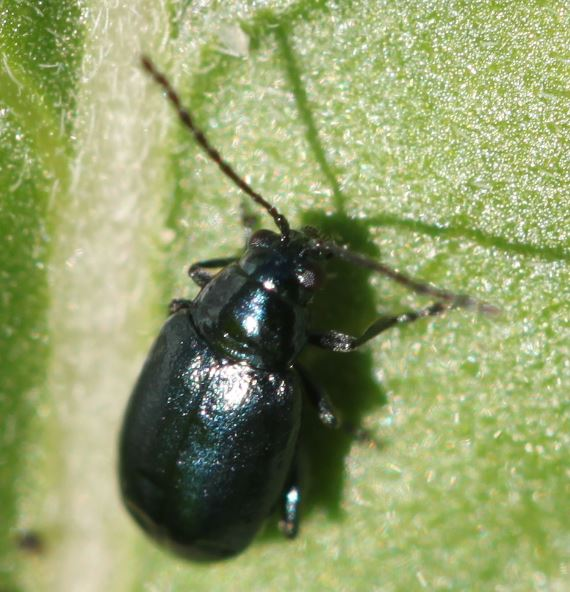
Altica sp.